# Панов, Геннадий Иванович
Геннадий Иванович Панов (8 марта 1930 — 9 января 2020) — советский передовик сельского хозяйства. Герой Социалистического Труда (1952).

## Биография
Родился в деревне Красная Стрела, Тверской области в крестьянской семье.
С 1942 года когда отец Г. И. Панова погиб на фронте во время Великой Отечественной войны а мать осталась с четырьмя детьми, он пошёл работать чтобы облегчить жизнь своей семьи — пас скот, пахал и сеял в местном совхозе.
Позже пошёл служить в ряды Красной Армии. После увольнения из рядов Вооружённых Сил СССР — работал в совхозе «Северное сияние» Тверской области.
С 1961 года переехал в Ленинградскую область, где жили и работали трое братьев. Работал — кузнецом в совхоз «Бугры» Всеволожского района. С 1962 года после окончания курсов трактористов, работал — механизатором и бригадиром тракторной бригады. Без отрыва от производственной деятельности учился в сельскохозяйственном техникуме.
8 апреля 1971 года Указом Президиума Верховного Совета СССР «за высокие трудовые достижения по итогам восьмой пятилетки (1966—1970)»  Геннадий Иванович Панов был награждён Орденом Ленина.
В 1972 году участок картофельного поля тракторной бригады под руководством Г. И. Панова за каждый гектар территории дал урожай по — 182 центнера клубней, а в 1973 году — по 201 центнера.
11 декабря 1973 года Указом Президиума Верховного Совета СССР «за большие успехи, достигнутые во Всесоюзном социалистическом соревновании, и проявленную трудовую доблесть в выполнении принятых обязательств по увеличению производства и продажи государству зерна и других продуктов земледелия в 1973 году»  Геннадий Иванович Панов был удостоен звания Героя Социалистического Труда с вручением Ордена Ленина и золотой медали «Серп и Молот».
В 1974 году Г. И. Панов со своей тракторной бригадой добился ещё больших успехов — было собрано по 224 центнера картофеля с каждого обрабатываемого гектара.
Делегат XXVII съезда КПСС (1986). Избирался членом Ленинградского обкома КПСС, депутатом Всеволожского городского Совета депутатов.
Жил в посёлке Бугры Всеволожского района Ленинградской области. Умер 9 января 2020 года.

## Награды
- Медаль «Серп и Молот» (11.12.1973)
- Орден Ленина (8.04.1971, 11.12.1973)

### Звания
- Почётный гражданин Бугровского сельского поселения